# Isted Sø
Isted Sø (dansk) eller Idstedter See (tysk) er en sø i det sydvestlige Angel i Sydslesvig beliggende sydøst for landsbyen Isted. Søen har en dybde på 120-180 m meter og dækker et areal på 35 ha. Den har en udstrækning på 800 m og har tilløb af den fra Stolk kommende Strukkær Å i nord og afløb af Grydebæk i syd. Ved søen findes sivbælter og mod øst en lille bøgeskov. Den vestlige bred er dækket af enge med pilebuske. Ved den nordlige og østlige bred er der en lille sti med et badested Der er flere skovområder i omegnen såsom Grydeskov mod syd og Karnbjerg og Isted Skov mod sydvest. Øst for Isted Sø ligger Lyngmose.
I administrativ henseende hører søen under Isted Kommune i Slesvig-Flensborg kreds i den nordtyske delstat Slesvig-Holsten. I den danske tid hørte søen under Skovby Sogn i Strukstrup Herred (Gottorp Amt).